# Explosion immédiate
Pour l’article homonyme, voir Live Wire.
Pour plus de détails, voir Fiche technique et Distribution.
Explosion immédiate (Live Wire) est un film d'action américain réalisé par Christian Duguay sorti en 1992.

## Synopsis
À la suite de violentes explosions ciblant la classe politique, le gouvernement décide de faire appel à un expert en explosifs du FBI pour mener l’enquête. À chaque attentat, pas le moindre indice, ni la moindre trace d'explosif. Danny O'Neill (Pierce Brosnan) doit mettre fin à cette série d'actions terroristes qui ébranle le pouvoir, mais le temps joue contre lui...

## Fiche technique
- Titre français : Explosion immédiate
- Titre original : Live Wire
- Titre québécois : Détonateur vivant
- Réalisation : Christian Duguay
- Scénario : Steven E. de Souza, Bart Baker
- Photographie : Jan de Bont
- Musique : Craig Safan
- Montage : John Wright
- Décors : Jackson DeGovia
- Production : Joel Silver, Suzanne Todd (en) et Christian Duguay
- Sociétés de production : New Line Cinema
- Distribution :

 États-Unis : New Line Cinema
- Pays :  États-Unis
- Langue originale : anglais
- Tournage du 15 décembre 1991 au 5 mars 1992
- Format : Couleurs (Technicolor) - DTS / Dolby Digital / SDDS - 2,35:1 - 35 mm
- Budget : 11 millions de dollars[réf. souhaitée]
- Genre : Action
- Durée : 82 minutes
- Dates de sortie : 
  -  États-Unis : 1er mai 1992 (première à New York)
  -  États-Unis : 19 mai 1992 (sortie nationale)
  -  France : 15 août 1992

## Distribution
- Pierce Brosnan (VF : Patrice Baudrier ; VQ : Gilbert Lachance[2]) : Danny O'Neill
- Ron Silver (VQ : Yvon Thiboutot) : Frank Traveres
- Ben Cross (VQ : Jean-Luc Montminy) : Mikhail Rashid
- Lisa Eilbacher (VQ : Élise Bertrand) : Terry O'Neill
- Tony Plana  (VF : Bruno Dubernat ; VQ : Manuel Tadros[2])  : Al-red
- Al Waxman  (VF : Michel Tugot-Doris ; VQ : Yves Massicotte)  : James Garvey
- Brent Jennings  (VF : Bruno Dubernat)  : Shane Rogers
- Philip Baker Hall (VQ : Vincent Davy[2])  : Sénateur Thyme
- Michael St. Gerard (VQ : Mario Desmarais) : Ben
- Clement von Franckenstein : Dr. Bernard
- Selma Archerd (VQ : Élizabeth Lesieur) : Judge Blair
- Norman Burton : Sénateur Victor

## Commentaires
- Christian Duguay avait d'abord pensé à Wesley Snipes pour le rôle de Danny O'Neill, mais celui-ci était pris avec le tournage de Passager 57. D'autres acteurs comme Bruce Willis, Michael Douglas et Arnold Schwarzenegger devaient incarner le rôle, mais ce fut finalement Pierce Brosnan.